# Чиле на Зимским олимпијским играма 1998.
Чиле је у свом дванаестом учешћу на Зимским олимпијским играма у  Нагану 1998. наступио са тројицом такмичара у  алпском скијању. 

## Алпско скијање

### Мушкарци
| Такмичар      | Дисциплина      | Резултати    | Резултати    | Резултати    | Резултати    | Резултати    | Детаљи |
| Такмичар      | Дисциплина      | 1. трка      | 2. трка      | Укупно       | Заостатак    | Пласман/учес | Детаљи |
| ------------- | --------------- | ------------ | ------------ | ------------ | ------------ | ------------ | ------ |
| Томас Гроб    | Спуст           |              |              | Није завршио | Није завршио | Није завршио |        |
| Рајнер Гроб   | Спуст           | 1:58,75      | +8,64        | 28 / 28 (64) |              |              |        |
| Нилс Линеберг | Спуст           | 1:56,59      | +6,48        | 26 / 28 (64) |              |              |        |
| Томас Гроб    | Супервелеслалом | Није завршио | Није завршио | Није завршио |              |              |        |

| Такмичар    | Дисциплина  | Слалом  | Слалом  | Слуст   | Укупно       | Укупно       | Детаљи |
| Такмичар    | Дисциплина  | Време 1 | Време 2 | Време   | Укупно време | Пласман      | Детаљи |
| Рајнер Гроб | Комбинација | 58,50   | 54,63   | 1:41,26 | 3:34.49      | 13 / 15 (38) |        |
| Томас Гроб  | Комбинација | 56,51   | 51,41   | 1:40,68 | 3:28.60      | 11 / 15 (38) |        |